# Béthonsart
Béthonsart est une commune française située dans le département du Pas-de-Calais en région Hauts-de-France. Ses habitants sont appelés les Béthonsartois. La commune est membre de la communauté de communes des Campagnes de l'Artois.

## Géographie

### Localisation
Localisée dans le sud-est du département du Pas-de-Calais, Béthonsart se situe à 20 km à l'est de Saint-Pol-sur-Ternoise et à 20 km au nord-ouest d'Arras (chef-lieu d'arrondissement et aire d'attraction),.
Le territoire de la commune est limitrophe de ceux de six communes.
Les communes limitrophes sont Gauchin-Légal, Mingoval, Savy-Berlette, Villers-Brûlin, Caucourt et Frévillers.

### Géologie et relief
La commune, située sur les collines de l'Artois, a une superficie de 4,21 km2 ; son altitude varie de 119  à   157 mètres.

### Hydrographie
Le territoire de la commune est situé dans le bassin Artois-Picardie. Elle n'est drainée par aucun cours d'eau,.

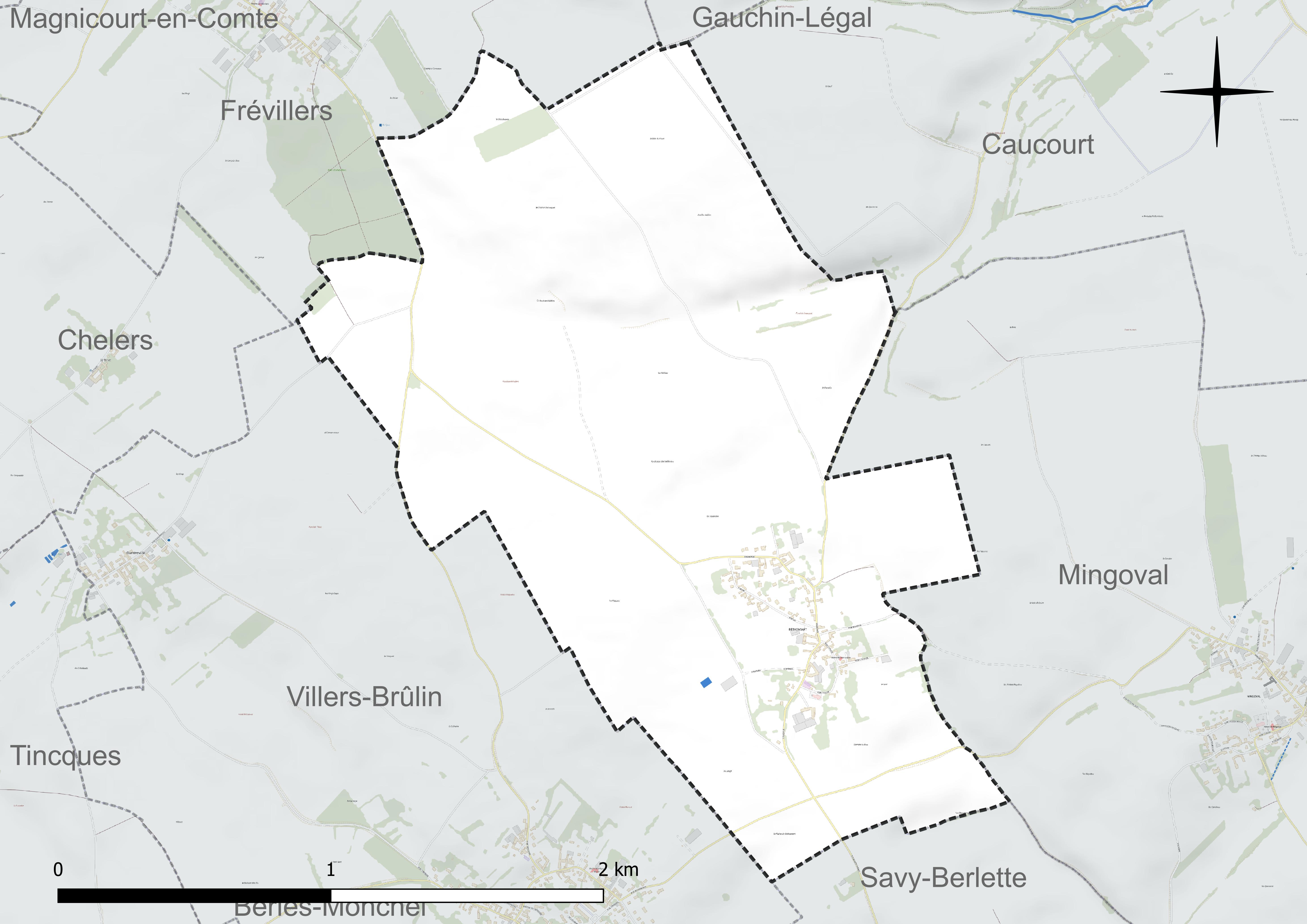
Réseau hydrographique de Béthonsart.

### Climat
Pour des articles plus généraux, voir Climat des Hauts-de-France et Climat du Pas-de-Calais.
En 2010, le climat de la commune est de type climat océanique dégradé des plaines du Centre et du Nord, selon une étude du CNRS s'appuyant sur une série de données couvrant la période 1971-2000. En 2020, Météo-France publie une typologie des climats de la France métropolitaine dans laquelle la commune est exposée à un climat océanique et est dans la région climatique Côtes de la Manche orientale, caractérisée par un faible ensoleillement (1 550 h/an) ; forte humidité de l'air (plus de 20 h/jour avec humidité relative > 80 % en hiver), vents forts fréquents.
Pour la période 1971-2000, la température annuelle moyenne est de 10 °C, avec une amplitude thermique annuelle de 13,8 °C. Le cumul annuel moyen de précipitations est de 840 mm, avec 12,5 jours de précipitations en janvier et 9,5 jours en juillet. Pour la période 1991-2020, la température moyenne annuelle observée sur la station météorologique la plus proche, située sur la commune de Saulty à 18 km à vol d'oiseau, est de 10,4 °C et le cumul annuel moyen de précipitations est de 899,7 mm,. Pour l'avenir, les paramètres climatiques de la commune estimés pour 2050 selon différents scénarios d'émission de gaz à effet de serre sont consultables sur un site dédié publié par Météo-France en novembre 2022.

## Urbanisme

### Typologie
Au 1er janvier 2024, Béthonsart est catégorisée commune rurale à habitat dispersé, selon la nouvelle grille communale de densité à sept niveaux définie par l'Insee en 2022.
Elle est située hors unité urbaine. Par ailleurs la commune fait partie de l'aire d'attraction d'Arras, dont elle est une commune de la couronne,. Cette aire, qui regroupe 163 communes, est catégorisée dans les aires de 50 000 à moins de 200 000 habitants,.

### Occupation des sols
L'occupation des sols de la commune, telle qu'elle ressort de la base de données européenne d'occupation biophysique des sols Corine Land Cover (CLC), est marquée par l'importance des territoires agricoles (99,9 % en 2018), une proportion identique à celle de 1990 (99,9 %). La répartition détaillée en 2018 est la suivante : 
terres arables (89,2 %), zones agricoles hétérogènes (10,7 %), forêts (0,1 %). L'évolution de l'occupation des sols de la commune et de ses infrastructures peut être observée sur les différentes représentations cartographiques du territoire : la carte de Cassini (XVIIIe siècle), la carte d'état-major (1820-1866) et les cartes ou photos aériennes de l'IGN pour la période actuelle (1950 à aujourd'hui).

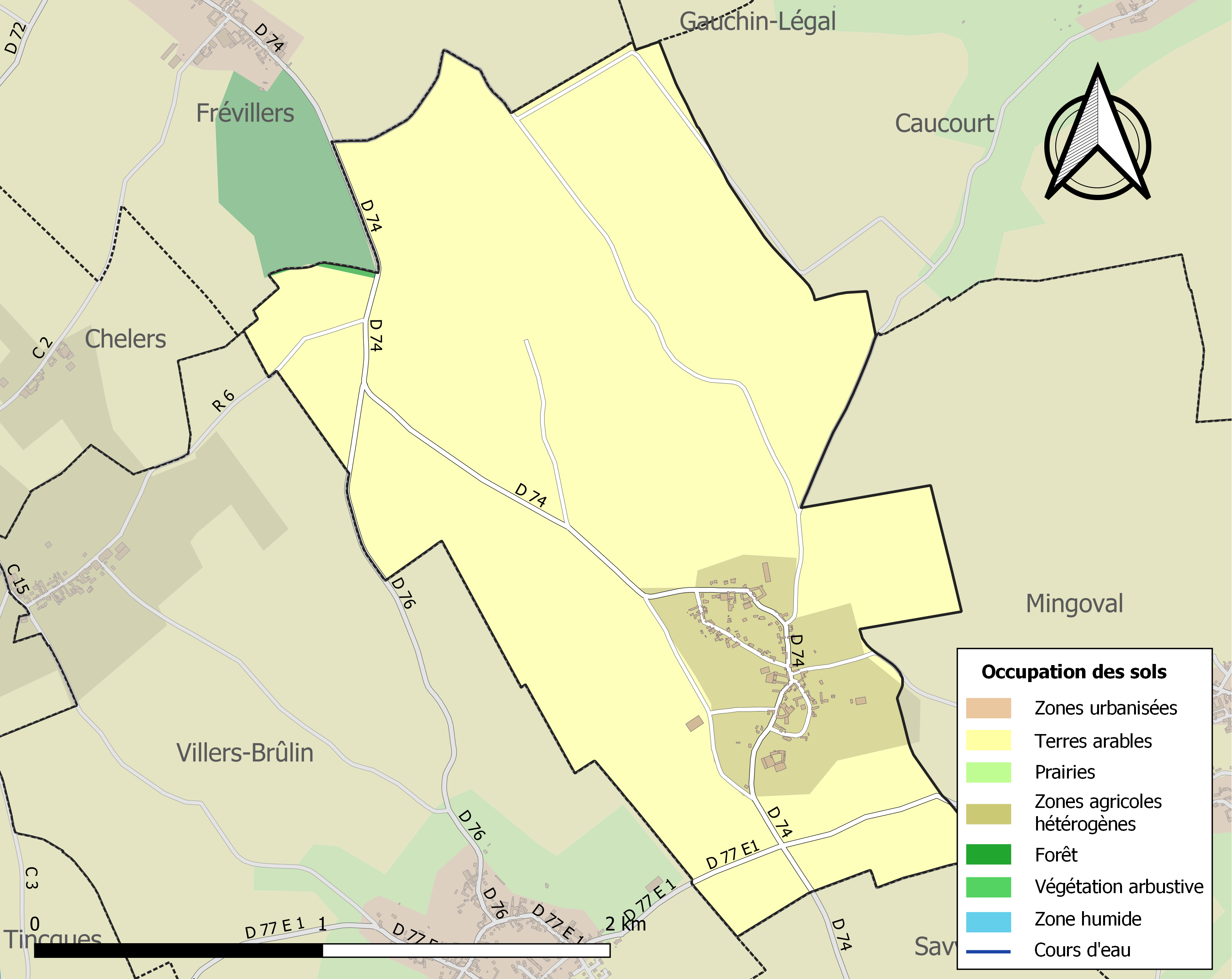
Carte des infrastructures et de l'occupation des sols de la commune en 2018 (CLC).

### Voies de communication et transports

#### Voies de communication
La commune est desservie par les routes départementales D 74, D 77 E1 et se situe à 4 km de la D 939 qui relie Arras et Le Touquet-Paris-Plage,.

#### Transport ferroviaire
La commune se trouve à 7 km de la gare de Savy-Berlette, située sur la ligne de Saint-Pol-sur-Ternoise à Étaples, desservie par des trains TER Hauts-de-France.

## Toponymie
Le nom de la localité est attesté sous les formes Betunsart (1190), Betonsart (1213), Bethonsart (1247), Betensart (1269), Biertonsart (1293), Biétonsart (1300), Bétonsars, XIVe siècle, Bethonsart et Béthonsart depuis 1793 et 1801.
De betto, nom d'homme germanique et sartum, « défriché » en bas-latin.

## Histoire
Nous n'avons pas de renseignements sur ses armes. À cette époque l'Artois est française.
En 1227, Marc, seigneur de Bettonsart donne aux religieuses de Beaupré, deux tiers de la dîme de la paroisse de Saint-Martin, de Tilloi qu'il tenait en fief du sire d'Aubigny.
En 1240, dans une charte, on voit que le village était tenu en partie du chapitre d'Arras et que l'abbaye du Mont-saint-Eloy y possédait une dîme que lui avait accordée Marc de Fiennes et Ingelram de Béthonsart, son fils.
La région fut envahie par l'armée de Charles VI de France, qui assiégea Arras en 1414, une partie de l'armée française s'installa à Avesnes-le-Comte, ce qui engendra pillage et ruine de la région.
La seigneurie  appartient alors à François de Bournonville.
Son père, Jean est seigneur du Quesnoy marié à Marguerite du Mont dite de Fléchin.
Au XVIe siècle, Béthonsart devint la propriété de Robert le Josne, écuyer, seigneur d'Angres, Caucourt en partie.
Il est enterré dans l'église du village, sous un marbre noir, scellé sur sa tombe, On pouvait lire : « cy gist noble homme Robert Lejosne escuier, seigneur d'Angres, Béthonsart, Caucourt en partie quy décéda le cinquième jour de novembre an quinze cens et soixante trois ».
Au-dessus de ces quelques lignes, malheureusement partiellement effacées, on pouvait voir ses armes.
En 1667, Jean Courcol, écuyer et Isabelle Rouvroy, son épouse achetèrent la seigneurie du Metz, située à Béthonsart et Mingoval, moyennant la somme de 12 600 livres.
En 1695, la terre de Béthonsart fut de nouveau partagée entre la maison de Lannoy Beaurepailre et un nommé Evrard, fermier à Savy.
Pendant la Première Guerre mondiale, en février 1915, des troupes ont stationné sur la commune. Le 1er février 1915, le général Joseph Joffre, commandant en chef, accompagné du général Ferdinand Foch, adjoint au général en chef, et du général Louis de Maud'huy, commandant la 10e armée ont passé en revue les bataillons disponibles des 21e et 109e régiments d'infanterie entre Villers-Brûlin et Béthonsart.

## Politique et administration

### Découpage territorial
La commune se trouvait dans l'arrondissement de Saint-Pol de 1801 à 1826 puis dans l'arrondissement d'Arras du département du Pas-de-Calais.

#### Commune et intercommunalités
La commune est membre de la communauté de communes des Campagnes de l'Artois qui regroupe 96 communes et totalise 33 141 habitants en 2021.

#### Circonscriptions administratives
La commune était rattachée au canton d'Aubigny-en-Artois (1793) puis, depuis 2014, au canton d'Avesnes-le-Comte.

#### Circonscriptions électorales
Pour l'élection des députés, la commune fait partie de la première circonscription du Pas-de-Calais.

### Élections municipales et communautaires

#### Liste des maires
| Période                                  | Période                      | Identité            | Étiquette | Qualité                        |
| ---------------------------------------- | ---------------------------- | ------------------- | --------- | ------------------------------ |
| Les données manquantes sont à compléter. |                              |                     |           |                                |
| 1995                                     | 2008                         | Yvonne Thellier     |           |                                |
| mars 2008                                | avril 2014                   | Richard Juras       |           |                                |
| avril 2014,                              | 2020                         | Alain Hugot         |           |                                |
| 3 juillet 2020                           | En cours (au 1 février 2022) | Jean-Marc Cuvillier |           | Ancien agriculteur exploitant, |

À la suite de la démission de quatre conseillers municipaux, élus de la majorité précédente mais désormais dans l'opposition municipale, des élections municipales partielles ont été organisées le 22 juin 2014 pour compléter le conseil municipal.

## Équipements et services publics

### Justice, sécurité, secours et défense
La commune dépend du tribunal judiciaire d'Arras, du conseil de prud'hommes d'Arras, de la cour d'appel de Douai, du tribunal de commerce d'Arras, du tribunal administratif de Lille, de la cour administrative d'appel de Douai et du tribunal pour enfants d'Arras.

## Population et société

### Démographie
Les habitants de la commune sont appelés les Béthonsartois.

#### Évolution démographique
L'évolution du nombre d'habitants est connue à travers les recensements de la population effectués dans la commune depuis 1793. Pour les communes de moins de 10 000 habitants, une enquête de recensement portant sur toute la population est réalisée tous les cinq ans, les populations de référence des années intermédiaires étant quant à elles estimées par interpolation ou extrapolation. Pour la commune, le premier recensement exhaustif entrant dans le cadre du nouveau dispositif a été réalisé en 2008.

En 2022, la commune comptait 150 habitants, en évolution de −0,66 % par rapport à 2016 (Pas-de-Calais : −0,72 %, France hors Mayotte : +2,11 %).
| 1793 | 1800 | 1806 | 1821 | 1831 | 1836 | 1841 | 1846 | 1851 |
| ---- | ---- | ---- | ---- | ---- | ---- | ---- | ---- | ---- |
| 314  | 299  | 259  | 275  | 264  | 280  | 281  | 284  | 284  |

| 1856 | 1861 | 1866 | 1872 | 1876 | 1881 | 1886 | 1891 | 1896 |
| ---- | ---- | ---- | ---- | ---- | ---- | ---- | ---- | ---- |
| 284  | 271  | 287  | 266  | 267  | 259  | 244  | 228  | 231  |

| 1901 | 1906 | 1911 | 1921 | 1926 | 1931 | 1936 | 1946 | 1954 |
| ---- | ---- | ---- | ---- | ---- | ---- | ---- | ---- | ---- |
| 199  | 211  | 196  | 171  | 157  | 153  | 143  | 155  | 168  |

| 1962 | 1968 | 1975 | 1982 | 1990 | 1999 | 2006 | 2008 | 2013 |
| ---- | ---- | ---- | ---- | ---- | ---- | ---- | ---- | ---- |
| 167  | 152  | 127  | 126  | 141  | 131  | 159  | 167  | 156  |

| 2018 | 2022 | - | - | - | - | - | - | - |
| ---- | ---- | - | - | - | - | - | - | - |
| 144  | 150  | - | - | - | - | - | - | - |

#### Pyramide des âges
En 2018, le taux de personnes d'un âge inférieur à 30 ans s'élève à 33,4 %, soit en dessous de la moyenne départementale (36,7 %). À l'inverse, le taux de personnes d'âge supérieur à 60 ans est de 20,9 % la même année, alors qu'il est de 24,9 % au niveau départemental.
En 2018, la commune comptait 77 hommes pour 67 femmes, soit un taux de 53,47 % d'hommes, largement supérieur au taux départemental (48,5 %).
Les pyramides des âges de la commune et du département s'établissent comme suit.
| Hommes | Classe d’âge | Femmes |
| ------ | ------------ | ------ |
| 0,0    | 90 ou +      | 0,0    |
| 6,5    | 75-89 ans    | 4,5    |
| 15,6   | 60-74 ans    | 14,9   |
| 24,7   | 45-59 ans    | 25,4   |
| 22,1   | 30-44 ans    | 19,4   |
| 16,9   | 15-29 ans    | 14,9   |
| 14,3   | 0-14 ans     | 20,9   |

| Hommes | Classe d’âge | Femmes |
| ------ | ------------ | ------ |
| 0,5    | 90 ou +      | 1,6    |
| 5,6    | 75-89 ans    | 8,9    |
| 16,7   | 60-74 ans    | 18,1   |
| 20,2   | 45-59 ans    | 19,2   |
| 18,9   | 30-44 ans    | 18,1   |
| 18,2   | 15-29 ans    | 16,2   |
| 19,9   | 0-14 ans     | 17,9   |

## Culture locale et patrimoine

### Lieux et monuments
- L'église Sainte-Élisabeth-de-Hongrie de Béthonsart possède une flèche à crochets, comme certaines églises de communes voisines : Mingoval, Savy-Berlette, Ecoivres (Mont-Saint-Éloi), Hermaville, Habarcq, Servins et Camblain-l'Abbé. Elle fait partie des églises fortifiées du comté d'Artois.

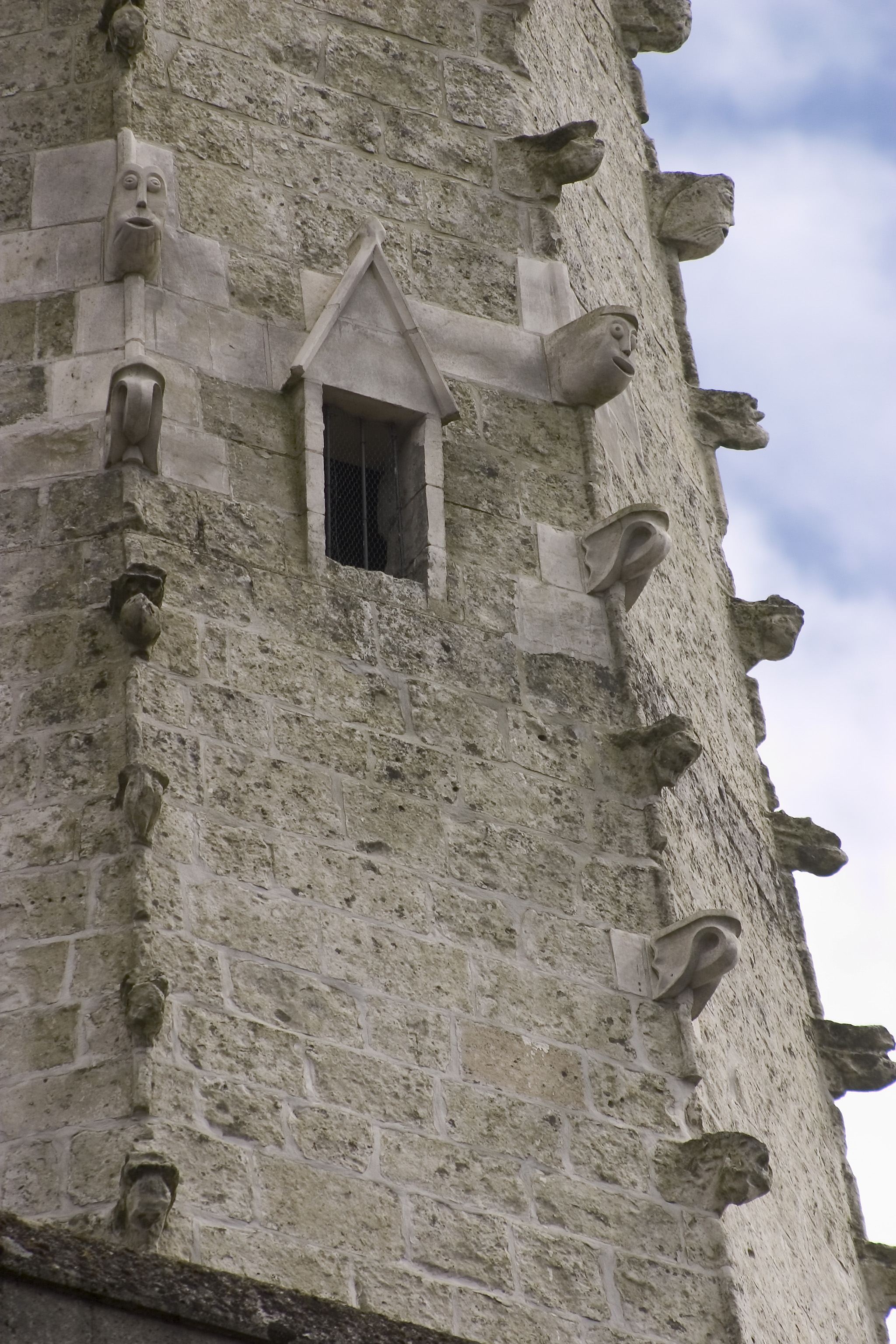
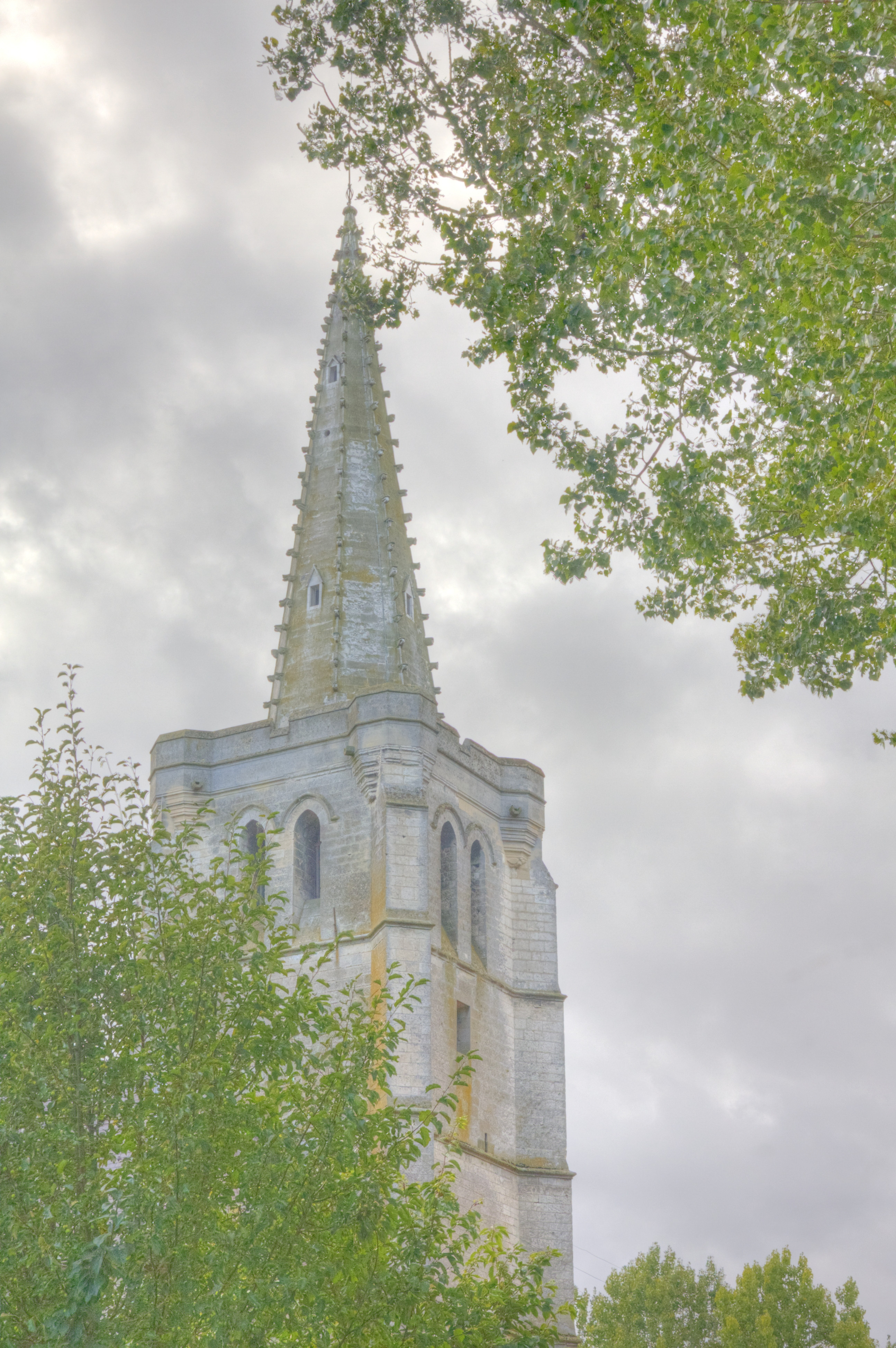

- Le monument aux morts[37].

### Héraldique
| Blason de Béthonsart | Blason  | De gueules fretté d'argent de quatorze pièces, entre-semé de fleurs de lis d'or. |
| Blason de Béthonsart | Détails | Adopté par la municipalité en 1996.                                              |

## Pour approfondir